# Christina Aguilera (album)
Christina Aguilera je album stejnojmenné americké zpěvačky. Album vydala 24. srpna 1999. Album se řadí k jedněm z nejlépe debutujících alb. Za tuto desku obdržela Christina Aguilera i prestižní cenu Grammy Awards.

## Seznam písní
1. "Genie in a Bottle" – 3:36
2. "What a Girl Wants" – 3:33
3. "I Turn to You" – 4:33
4. "So Emotional" – 4:00
5. "Come on Over (All I Want Is You)" – 3:10
6. "Reflection" – 3:33
7. "Love for All Seasons" – 3:59
8. "Somebody's Somebody" – 5:03
9. "When You Put Your Hands on Me" – 3:35
10. "Blessed" – 3:06
11. "Love Will Find a Way" – 3:56
12. "Obvious" – 3:59

## Umístění ve světě
| Hitparáda      | Umístění |
| -------------- | -------- |
| USA            | 1        |
| Velká Británie | 14       |
| Kanada         | 1        |
| Austrálie      | 21       |
| Nový Zéland    | 5        |
| Německo        | 13       |
| Rakousko       | 15       |
| Švýcarsko      | 5        |

| Prodejnost | Počet      |
| ---------- | ---------- |
| Celkem     | 14,000,000 |